# Marian Bergeron
Marian Bergeron, née le 3 mai 1918 à West Haven dans le Connecticut aux États-Unis, est, à l'âge de 15 ans, Miss America 1933,.
Elle est la seule Miss America à être originaire de la Nouvelle-Angleterre et est aussi la plus jeune Miss América de l'histoire. Elle détient le titre pendant deux ans puisqu'aucun concours n'a lieu en 1934.
Elle se marie à trois reprises. Elle meurt, d'une leucémie, dans l'Ohio, en 2002.

### Source de la traduction
- (en) Cet article est partiellement ou en totalité issu de l’article de Wikipédia en anglais intitulé « Marian Bergeron » (voir la liste des auteurs).